# Hợp Xuyên
Hợp Xuyên (chữ Hán giản thể:合川区, Hán Việt: Hợp Xuyên khu) là một quận thuộc thành phố trực thuộc trung ương Trùng Khánh, Cộng hòa Nhân dân Trung Hoa. Quận này nằm ở phía bắc Trùng Khánh, cách trung tâm Trùng Khánh 54 km, là trung tâm phía bắc của thành phố này. Trong địa giới quận này là nơi hợp lưu của ba con sông Gia Lăng Hà, Cừ Hà, Bối Hà.